# Cândești (gmina)
Cândești – gmina w południowej Rumunii, w okręgu Dymbowica.
W skład gminy wchodzi 5 miejscowości: Aninoșani, Cândești-Deal, Cândești-Vale (siedziba gminy), Dragodănești i Valea Mare. Według stanu na rok 2011 liczyła 2886 mieszkańców, zaś w roku 2021 jej liczebność wynosiła 2579 mieszkańców.